# Oberrieden (Altdorf bei Nürnberg)

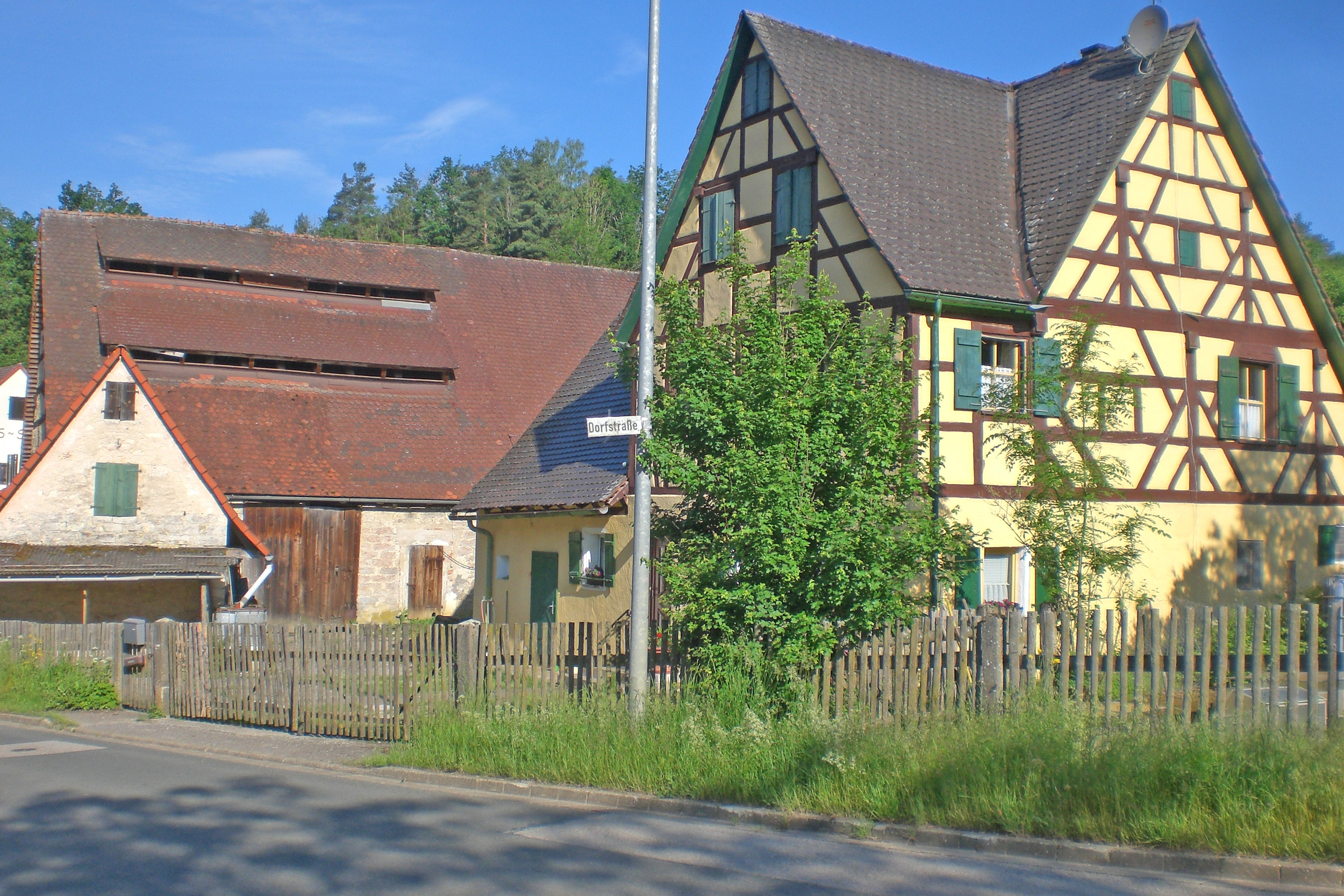
Ortsstraße (2024)

Oberrieden ist ein Gemeindeteil der Stadt Altdorf bei Nürnberg im Landkreis Nürnberger Land (Mittelfranken, Bayern). Oberrieden liegt in der Gemarkung Rieden.

## Geografische Lage
Das Dorf ist weitestgehend von Feldern umgeben. Südwestlich von Oberrieden befinden sich die Steinbrüche von Ober- und Unterrieden, die als Geotop ausgewiesen sind. Die Kreisstraße LAU 5 führt – die Bundesautobahn 6 unterquerend – nach Püscheldorf (2,1 km nördlich). Die Kreisstraße LAU 23 führt nach Unterrieden (1,6 km südwestlich) bzw. nach Eismannsberg (1,9 km südöstlich).

## Geschichte
Der Ortsname geht auf ein gerodetes Stück Land zurück. Der Begriff Ried geht nämlich auf althochdeutsch reod, riod, riodan zurück,  was reuten bzw. roden bedeutet. Von 1504 bis 1806 gehörte der Ort zum Landgebiet der Reichsstadt Nürnberg und dem Pflegamt Altdorf.
Mit dem Gemeindeedikt (frühes 19. Jahrhundert) entstand der Steuerdistrikt Oberrieden. Zu diesem gehörten Adelheim, Hegnenberg, Pühlheim, Raschbach und Unterrieden. Zugleich entstand die Ruralgemeinde Unterrieden, zu der Oberrieden gehörte. Im Zuge der Gebietsreform in Bayern wurde Oberrieden am 1. Januar 1978 nach Altdorf eingegliedert.
1967 wurde in der Nähe eine Autobahnbrücke mit 540 m Länge und 48 m Höhe errichtet, die das Tal des Raschbachs bei Unterrieden überquert.